# Elísa Gróa Steinþórsdóttir
Elísa Gróa Steinþórsdóttir, född 21 februari 1994 i Garðabær, är en isländsk fotomodell.
Den 29 september 2021 vann Steinþórsdóttir titeln Miss Universum Island 2021 och kommer att representera Island vid tävlingen Miss Universe 2021 i Eilat i Israel.